# Zeester-Meerval
De zwemvereniging Zeester-Meerval in de Nederlandse plaats Uden werd in 1958 opgericht, toen nog met de naam Zeester. Onenigheid eind jaren tachtig zorgen voor een afsplitsing als zwemvereniging Meerval. De beide verenigingen werden een aantal jaren later weer samengevoegd tot het huidige Zeester-Meerval.
Er wordt o.a. getraind in het eigen Zeesterbad aan de Hockeyweg in Uden. 
De vereniging is aangesloten bij de Koninklijke Nederlandse Zwembond.

## Bekende (oud-)leden
- Marcel Wouda